# William Kelly (artista)
William Kelly   (Buffalo, 1943 - 2023) va ser un artista estatunidenc, humanista i defensor dels drets humans.

## Biografia
William Kelly va néixer a Buffalo el 1943 i va formar-se a la Universitat de les Arts de Filadèlfia i a la National Gallery School de Melbourne, a Austràlia, el seu país de residència des de 1968. Com a participant del Programa Fulbright va estudiar també al Prahran College of Advanced.
Kelly va ser degà (1975–1982) del Victorian College of the Arts després de Lenton Parr. Va impartir conferències a la Yale Graduate School of Arts and Sciences i a The New York Studio School. Va viure i treballar a Nathalia, a la regió de Victòria, on el 2010 va establir el G.R.A.I.N. Store (Growing Rural Art a Nathalia), un centre d'arts rurals sense ànim de lucre amb una programació regular d'exposicions, actuacions i tallers d'artistes visitants i creatius locals indígenes emergents.
A més de crear estampes, dibuixos i pintures tradicionals, Kelly va organitzar i col·laborat en art públic i teatre i va promoure els ideals humanistes en el seu art. Per exemple, com a resposta a un assassinat massiu a Melbourne, el 1987, Kelly va dedicar cinc anys a les obres d'una instal·lació titulada The Peace Project, la qual es va exhibir per primera vegada el 1993 a Melbourne i a Boston. Aquest va ser el primer projecte d'art visual que va rebre l'Australian Violence Prevention Award. La seva obra ha estat exposada en més de vint països, inclosa una instal·lació a Guernica i exposicions itinerants per Europa i Sud-àfrica (representant Austràlia al Dialogue Among Civilizations International Print Portfolio organitzat amb motiu de les activitats culturals de la Copa del Món de Futbol de 2010).
Kelly va escriure l'antologia Violence to Nonviolence: Individual Perspectives, Communal Voices, publicada el 1994. La seva obra d'art també va aparèixer en altres llibres com Cultures of Crime and Violence: The Australian Experience i Women Meet with Violence. L'any 2000, Kelly va fundar l'Archive of Humanist Art, que aplega estampes i dibuixos d'artistes de tot el món que tracten qüestions humanistes. Kelly és conegut per la contribució del seu treball en defensa dels drets humans, la justícia social i la pau i la reconciliació, tant a nivell nacional com internacional, amb projectes vinculats al País Basc, Robben Island (on estigué empresonat Nelson Mandela), República de Geòrgia i Irlanda del Nord. Va treballar als seus estudis de Melbourne i Bethlehem, i les seves obres d'art apareixen en publicacions de tot el món i són presents en més de 40 col·leccions públiques i privades.

## Filmografia
- Can art stop a bullet? (Mark Street, 2019)[8]